# City-Pier-City Loop 1991
De zeventiende editie van de City-Pier-City Loop vond plaats op zondag 23 maart 1991.
Bij de mannen werd de wedstrijd gewonnen door de Tanzaniaan John Burra in 1:01.38. Hij had een grote voorsprong op de Pool Jan Huruk, die in 1:02.17 over de finish kwam. Bij de vrouwen besliste de Noorse Ingrid Kristiansen de wedstrijd door in 1:09.05 als eerste te finishen. Ze verbeterde hiermee het parcoursrecord.

## Uitslagen

### Mannen
| rang   | naam                  | land | tijd    |
| ------ | --------------------- | ---- | ------- |
| Goud   | John Burra            | TAN  | 1:01.38 |
| Zilver | Jan Huruk             | POL  | 1:02.17 |
| Brons  | Harri Hanninen        | FIN  | 1:02.35 |
| 4      | Bert van Vlaanderen   | NED  | 1:02.51 |
| 5      | Wieslaw Perszke       | POL  | 1:02.59 |
| 6      | Willy Vanhuylenbroeck | BEL  | 1:03.04 |
| 7      | Ake Eriksson          | SWE  | 1:03.06 |
| 8      | Aart Stigter          | NED  | 1:03.07 |
| 9      | Jean Weijts           | BEL  | 1:03.09 |
| 10     | Dick Tesselaar        | NED  | 1:03.09 |
| 11     | Miroslav Sajler       | CZE  | 1:03.11 |
| 12     | Jan Ikov              | DEN  | 1:03.20 |
| 13     | Jan van Rijthoven     | NED  | 1:03.26 |
| 14     | Michel de Maat        | NED  | 1:03.47 |
| 15     | Simon Gutierrez       | USA  | 1:03.49 |
| 16     | Gyorgy Marko          | HUN  | 1:04.07 |
| 17     | John Vermeule         | NED  | 1:04.11 |
| 18     | Hakan Börjesson       | SWE  | 1:04.12 |
| 19     | Gerard Kappert        | NED  | 1:04.20 |
| 20     | Geza Farkas           | USA  | 1:04.25 |
| 21     | Cor Lambregts         | NED  | 1:04.40 |
| 22     | Kevin Mccluskey       | ENG  | 1:04.51 |
| 23     | Cor Saelmans          | BEL  | 1:05.09 |
| 24     | Hamilton Cox          | SCO  | 1:05.14 |
| 25     | Huub Pragt            | NED  | 1:05.17 |

### Vrouwen
| rang   | naam               | land | tijd    |
| ------ | ------------------ | ---- | ------- |
| Goud   | Ingrid Kristiansen | NOR  | 1:09.05 |
| Zilver | Dorthe Rasmussen   | DEN  | 1:09.48 |
| Brons  | Uta Pippig         | GER  | 1:10.35 |
| 4      | Joke Kleijweg      | NED  | 1:11.06 |
| 5      | Midde Hamrin       | SWE  | 1:11.51 |
| 6      | Sissel Grottenberg | NOR  | 1:12.21 |
| 7      | Evy Palm           | SWE  | 1:12.36 |
| 8      | Catherine Newman   | ENG  | 1:12.52 |
| 9      | Jolanda Homminga   | NED  | 1:13.46 |
| 10     | Christel Rogiers   | BEL  | 1:14.06 |
| 11     | Anne van Schuppen  | NED  | 1:14.35 |
| 12     | Mieke Pullen       | NED  | 1:14.37 |
| 13     | Marlie Marutiak    | NED  | 1:15.46 |
| 14     | Verena Lechner     | AUT  | 1:15.55 |

1975 ·
1976 ·
1977 ·
1978 ·
1979 ·
1980 ·
1981 ·
1982 ·
1983 ·
1984 ·
1985 ·
1986 ·
1987 ·
1988 ·
1989 ·
1990 ·
1991 ·
1992 ·
1993 ·
1994 ·
1995 ·
1996 ·
1997 ·
1998 ·
1999 ·
2000 ·
2001 ·
2002 ·
2003 ·
2004 ·
2005 ·
2006 ·
2007 ·
2008 ·
2009 ·
2010 ·
2011 ·
2012 ·
2013 ·
2014 ·
2015 ·
2016 ·
2017 ·
2018 ·
2019 (afgelast) ·
2020 ·
2021 (afgelast) ·
2022 ·
2023 ·
2024